# هفت پسر من
هفت پسر من (ترکی آذربایجانی: Yeddi Oğul İstərəm)  یک فیلم درام آذربایجانی محصول ۱۹۷۰ است. این فیلم برای پنجاهمین سالگرد استقرار قدرت شوروی در آذربایجان فیلمبرداری شده است.